# Die Volks-Feuerbestattung
Die Volks-Feuerbestattung war laut ihrem Untertitel das „Organ des Volks-Feuerbestattungs-Vereins V.V. a.G.“ Die Zeitschrift erschien erstmals gegen Ende des Ersten Weltkrieges 1918 und wurde im Jahr der Machtergreifung durch die Nationalsozialisten 1933 eingestellt.